# Buffy-coat

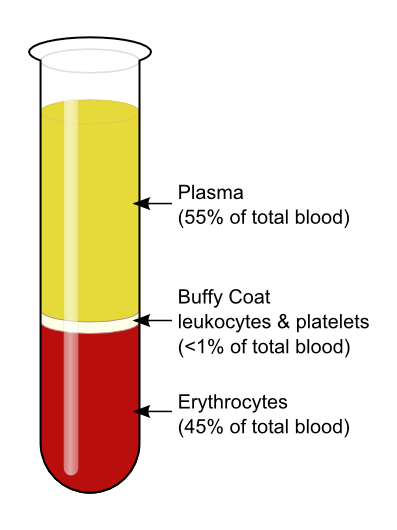
Fraktioner av blod efter centrifugering.

Buffy-coat kallas den fraktion av antikoagulerat blod som efter centrifugering innehåller huvuddelen av leukocyterna (vita blodkroppar) och trombocyterna (blodplättar). Denna fraktion hamnar vid centrifugering ovanför fraktionen med de röda blodkropparna och under blodplasman, som ett tunt skikt med ljus färg. Hos en människa representerar buffy-coat mindre än en procent av den totala blodmängden.